# Michał Ignacy Kunicki
Michał Ignacy Kunicki herbu Bończa (ur. 7 października 1698 w Czułczycach, zm. 9 listopada 1751 w Krakowie) – archidiakon krakowskiej kapituły katedralnej w latach 1726–1742, kustosz sandomierski, kanonik gnieźnieńskiej kapituły katedralnej od 1724 roku, kanonik płocki i opat mogilski, biskup sufragan krakowski od 1727 r, przedstawiciel dyplomatyczny Rzeczypospolitej w Państwie Kościelnym w 1733.

## Życiorys
Syn podczaszego czernihowskiego Kaspra i Anny Potockiej.
Studiował w Krakowie i w Rzymie, w 1721 r. otrzymał święcenia kapłańskie, kanonik warmiński, od 1724 r. kanonik gnieźnieński, rok później kanonik krakowski i jednocześnie kustosz w Sandomierzu.
Był deputowanym kapituły krakowskiej do Trybunału Głównego Koronnego, generalny zastępcą biskupa krakowskiego jako księcia siewierskiego, specjalny sędzia przy sądzie konsystorskim. W 1734 r. witał w Krakowie króla Augusta III Sasa. W Prandocinie założył dom dla ubogich, przyczynił się do odbudowy zabudowań kościoła i klasztoru Cystersów w Mogile po pożarze w 1743 r.
Propagator kultu maryjnego, zabiegał o podniesienie poziomu wykształcenia kleru diecezjalnego, odbył wizytację 13 dekanatów diecezji krakowskiej, starał się o ulepszenie administracji parafialnej.
Opiekował się spokrewnionym ze sobą Ignacym Krasickim, którego miał namówić do wyboru stanu duchownego.